# يان براون (مغني)
يان براون (بالإنجليزية: Ian Brown)‏ هو مغني وكاتب أغاني وموسيقي بريطاني، ولد في 20 فبراير 1963 في وارينغتون في المملكة المتحدة.

## وصلات خارجية
- الموقع الرسمي
- يان براون على موقع IMDb (الإنجليزية)
- يان براون على موقع ميوزك برينز (الإنجليزية)
- يان براون على موقع إن إن دي بي (الإنجليزية)
- يان براون على موقع أول ميوزيك (الإنجليزية)
- يان براون على موقع ديسكوغز (الإنجليزية)
- يان براون على موقع قاعدة بيانات الفيلم (الإنجليزية)